# Bosnien BA02
BA02 var den andra missionen av de svenska Bosnienbataljonerna som Sverige bidrog med till de fredsbevarande styrkorna i Bosnien och Hercegovina från mars 1994 till oktober samma år. BA02 var den mission där Operation Böllebank genomfördes och danska stridsvagnar samt svenska pansarskyttevagnar genom att besvara serbiska förbands eldgivning dödade 179 bosnienserber.[källa behövs] Utöver detta genomförde 9. pansarskyttekompaniet strider vid Igmanberget Sarajevo samt 8. pansarskyttekompaniet strider i Olovo samt Dastantsko. Striderna i  Dastansko inträffade under sommaren 1994 då en av de pakistanska bataljonerna skulle ta över BA 02:s södra område och bosniska förband, förstärkta med reserver från Visoko, då anföll delar av terrängen i det kroatiska Dastansko för att senare besegra och nedkämpa serbiska förband i Brgule. Vid striderna i Danstansko understöddes 8. pansarskyttekompaniet i stridernas senare delar av danska stridsvagnar, danskt TACP samt amerikanskt flyg (Lockheed AC-130) som låg i beredskap för att ge eldunderstöd.

## Allmänt
Förbandets bataljonsstab, stab- och trosskompani samt stab- och ingenjörskompani grupperade på Camp Oden utanför Tuzla medan pansarskyttekompanierna grupperade i kompanicamper i området.
- 7. Pansarskyttekompaniet grupperade på Tuzla Airbase och omgrupperade när BA 03:s kompani tagit över i september till att gruppera i Srebrenik (Babunovici). Kompaniet utgjordes av delar av skyttekompaniet stationerat i Kumanovo, Makedonien som drogs hem i april och sändes till Bosnien i maj. 7. kompaniet var till skillnad mot de andra 3 pansarskyttekompanierana enbart utrustade med Sisu-vagnar.
- 8. Pansarskyttekompaniet grupperade inledningsvis i Vareš för att senare gruppera i Spionica.
- 9. Pansarskyttekompaniet grupperade inledningsvis på Igmanberget i Sarajevo för att senare gruppera i Camp Thule i Srebrenik.
- 10. Pansarskyttekompaniet grupperade inledningsvis på Camp Sleipner strax utanför flygplatsen för att i slutet av missionen gruppera inne på flygplatsen.

## Förbandsdelar
- Bataljonschef: Öv Christer Svensson
- Stf bataljonschef: Övlt Lars R Möller (Danmark)
- Stabschef: Övlt Eliasson

- 7. Pansarskyttekompaniet: Chef Mj Mikael Boox; Stf chef Kn Lars Jonsson.
- 8. Pansarskyttekompaniet: Chef Mj Daniel Ekberg; Ställföreträdande chef Kn Tor Bengtsson
  - C 1. Pansarskytteplutonen (pskplut):
  - C 2. Pskplut: Kn Molin
  - C 3. Pskplut:
  - C 4  Pskplut: Kn Byren
  - Kvartermästare Lt Fogderud
- 9.Pansarskyttekomp: Chef Mj Per Memgård;  Stf C: Kn Mats Drugge
  - C 1. Pskplut: Ro/FA Kn Johan Hansson; Stf C Ro/Lt Joakim Breman
  - C 2. Pskplut: Lt Stefan Fredriksson; Stf C Ro/Lt Landebrink
  - C 3. Pskplut: Lt Christer Flor; Stf C Ro/Lt Eric Lindahl
  - C 4. Pskplut: (Ptgb): Kn G. Falk, Stf C Ro/Lt J. Erlandsson
  - Kvm: Lt Kainz; Stf KVM: Vo/Serg Palmqvist
- 10. Pansarskyttekomp: Chef: Mj K. Nilsson, Stf C: Kn T. Seven
  - C 1.Pskplut: Lt Urwing
  - C 2.Pskplut: Lt Ottersten
  - C 3.Pskplut: Lt Thunberg, Stf C: Lt Hansson
  - C 4.Pskplut: Kn Mattsson, Stf C: Fk Kåregren
  - Kvm: Lt Barta
- Stab- och trosskompaniet: Chef Mj P. Swärd
- Stabs/ingenjörskompaniet: Chef Mj Leif Ölmeborg